# Miriam Feirberg

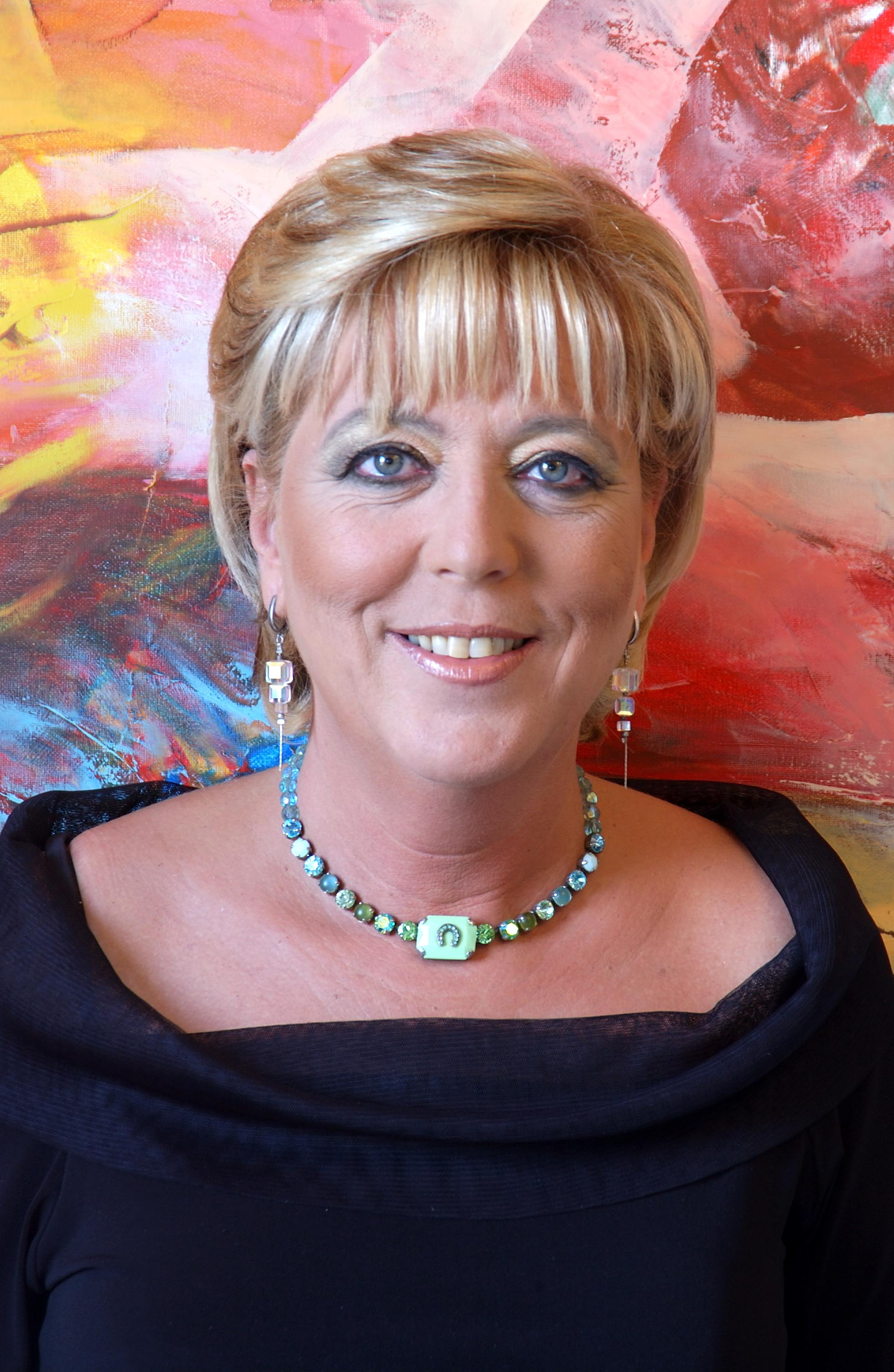
Miriam Feirberg-Ikar

Miriam Feirberg-Ikar (hebräisch מרים פיירברג-איכר; * 1951) ist eine israelische Politikerin. Sie ist seit 1998 Bürgermeisterin der Stadt Netanja.

## Leben
Miriam Feirberg wurde in Akko, einer Stadt im Norden Israels, geboren. Ihr Vater war Beamter der israelischen Grenzpolizei, ihre Mutter Sozialarbeiterin. Sie erwarb ihren Bachelor of Arts in Soziologie, Kriminologie und Sozialarbeit sowie ihren Master of Arts in Sozialarbeit an der Bar-Ilan-Universität.
Von 1972 bis 1988 war Feirberg Sozialarbeiterin und Leiterin der städtischen Sozialbehörde von Netanja. 1998 wurde sie zur Bürgermeisterin von Netanja gewählt.
Feirberg gewann 1990 den Preis für effizientes Management der Union der lokalen Behörden in Israel.
Feirberg war mit Eli Feirberg verheiratet. Sie haben einen Sohn und eine Tochter. 2004 heiratete sie Roni Ikar, den ehemaligen Geschäftsführer der Gemeinde Netanya.

## Kontroverse
Im September 2016 wurde Feirberg im Zusammenhang mit Korruptionsvorwürfen verhaftet. Die Ermittlungen wurden jedoch im Juni 2019 mangels ausreichender Beweise eingestellt. Der stellvertretende Bürgermeister von Netanja, Shimon Sher, wurde jedoch weiterhin strafrechtlich verfolgt.